# Montpellier HSC Volley-Ball
O Montpellier Hérault Sport Club Volley-Ball, mais conhecido apenas como Montpellier HSC Volley-Ball, é um clube de voleibol masculino francês fundado em 1941 como uma seção de voleibol do Montpellier University Club (MUC), clube desportivo fundado em 1921 em Montpellier, no departamento de Hérault. Atualmente o clube disputa a Marmara SpikeLeague, a primeira divisão do campeonato francês.

## Histórico
O clube nasceu em 1941 por iniciativa do clube desportivo (existente desde 1921) dirigido pela Universidade de Montpellier. Após a Segunda Guerra Mundial, o clube se impôs no topo do campeonato francês: venceu quatro edições entre 1947 e 1951, para depois voltar ao topo na primeira metade dos anos setenta, quando obteve mais três títulos (1972, 1973 e 1975).
Nas décadas seguintes alternou atuações discretas no campeonato francês e nas copas europeias, onde foi terceiro colocado na Copa CEV de 1987–88. Em 2008, foi vice-campeão da Copa da França, repetindo o mesmo feito em 2010.
Na temporada 2013-14, o clube viu a chegada de Philippe Blain como treinador (jogador histórico do clube, treinador da seleção francesa por 11 anos); ele sucede Arnaud Josserand, que se torna seu vice. Com a chegada de Blain, Louis Nicollin, já proprietário do clube de futebol de Montpellier, através do grupo Nicollin torna-se o patrocinador oficial do clube, realizando um rebranding total: mudança do nome para Montpellier Hérault Sport Club Volley-Ball, além das cores sociais e emblema, adotando os da formação do futebol, que depois volta a ser um clube polidesportivo.
Após os altos investimentos feitos em 2021, no ano seguinte o clube volta a conquistar um título do campeonato francês. Após um hiato de 47 anos sem subir ao lugar mais alto do pódio, a equipe vence o Tours Volley-Ball nas finais por 3 sets a 2 e 3 sets a 0 e conquista o seu oitavo título nacional. Com a nova conquista, o clube garantiu acesso à competir pela primeira vez em sua história a Supercopa Francesa, onde se sagrou campeão ao derrotar o Chaumont Volley-Ball 52 – então campeão da Copa da França  – por 3 sets a 1.

## Títulos

### Internacionais
Copa Challenge
- Terceiro lugar: 1987–88

### Nacionais
Campeonato Francês
- Campeão: 1946–47, 1948–49, 1949–50, 1950–51, 1971–72, 1972–73, 1974–75, 2021–22
- Vice-campeão: 1968–69, 1969–70, 1970–71, 1975–76, 1976–77, 1978–79, 1991–92

 Copa da França
- Vice-campeão: 2007–08, 2009–10, 2023–24

 Supercopa Francesa
- Campeão: 2022, 2024

## Elenco atual
Elenco da temporada 2023–24.
| Camisa                     | Nome                | Altura (m) | Posição    |
| -------------------------- | ------------------- | ---------- | ---------- |
| 3                          | Amir Tizi-Oualou    | 1,97       | Levantador |
| 4                          | Florent Quiot       | 1,85       | Líbero     |
| 5                          | Moritz Reichert     | 1,95       | Ponteiro   |
| 6                          | Danny Demyanenko    | 1,96       | Central    |
| 7                          | Germán Gómez        | 1,93       | Oposto     |
| 9                          | Raphaël Corre       | 1,96       | Levantador |
| 10                         | Daniel Ruiz Posadas | 1,91       | Líbero     |
| 11                         | Joris Seddik        | 2,12       | Central    |
| 13                         | Ezequiel Palacios   | 1,98       | Ponteiro   |
| 14                         | Nicolas Le Goff     | 2,03       | Central    |
| 17                         | Luka Marttila       | 1,97       | Ponteiro   |
| 20                         | Dimitar Dimitrov    | 2,06       | Oposto     |
| Técnico: Lorenzo Tubertini |                     |            |            |